# Šopska salata
Šopska salata (шопска салата) tradicionalna je salata.
Nacionalna je verzija mješovite salate na temelju rajčice, paprike i krastavaca, kao što je uobičajeno i u drugim zemljama oko Crnog mora: Choriatiki u Grčkoj, pastirska salata (Çoban salatası) u Turskoj, ili (Шəки-салаты Şəki-salatı) u Azerbajdžanu,  Armeniji, Gruziji i Rusiji.
Glavni sastojci salate su rajčice, krastavaci, sirova ili pečena paprika, luk, peršin, sol, sok od limuna ili ocat, ulje i slani sir.
Bugari jedu salatu uglavnom kao Meza uz lozovaču, šljivovicu ili kao predjelo.